# ピスコサワー
ピスコサワー (Pisco sour) は、ペルー起源のアルコールカクテルである。
ペルーからチリにかけての食文化でもあり、名前はベースとなる酒のピスコとカクテルの種類であるサワーを組み合わせたものである。ペルーのピスコサワーは、ペルー産のピスコをベースとして、搾りたてのライムジュースと砂糖のシロップ、氷、卵白、アンゴスチュラ・ビターズを加える。チリのピスコサワーは、ほぼ同様であるが、チリ産のピスコと非常に酸っぱいピカレモンを用い、ビターズと卵白は加えない。パイナップルなどの果物やコカの葉などの植物を加えることもある。
ピスコをベースとしたカクテルは、恐らく1700年代に遡りうるが、歴史家や酒類の専門家は、今日知られているようなカクテルは1920年代初めにペルーの首都リマで、アメリカ人バーテンダーのヴィクター・ヴォーン・モリスが開発したと考えている。モリスは、ペルー中央部の都市セロ・デ・パスコで働くために1903年にアメリカ合衆国を発った。1916年に彼はMorris' Barを開店し、ここはすぐにペルーの上流階級や英語話者の外国人にとって人気のバーとなった。ピスコサワーに関するもっとも古い記載は、モリスと彼のバーがペルーおよびチリ内で出版していた、新聞や雑誌に掲載された広告であり、1920年代初めのものである。その後、1920年代後半にモリスのバーで働いていたペルー人バーテンダーのMario Bruigetがアンゴスチュラ・ビターズと卵白を加え、今日のレシピとなった。
カクテルの専門家は、ピスコサワーを南アメリカの古典と見なしている。チリとペルーは、どちらもピスコサワーを「国酒」としており、両国とも、ベースとなるピスコの所有権を主張している。そのためピスコサワーは、ラテンアメリカの大衆文化において、重要で頻繁に議論されるトピックとなった。メディアや著名人は、しばしば、どちらの方を好むかを表明し、議論を引き起こす。ペルーでは、毎年2月の第1土曜日をピスコサワーを称える祝日としている。

## 名前
サワーという用語は、ベースリカー（バーボンまたはその他のウイスキー）、レモンまたはライムのジュースおよび甘味料を含むカクテルを指す。ピスコは、このカクテルに用いられるベースリカーであり、イカ県の港湾都市ピスコに由来する。Latin America and the Caribbeanという本では、歴史家のOlwyn Blouetと政治地理学者のBrian Blouetが
ペルー副王領時代の初期のブドウ園の発展と16世紀後半にアンデス山脈の鉱山労働者の需要に応えるために酒類市場が形成された様子を記述している。より強い酒が求められるようになったことから、ピスコや近隣のイカで、ワインをブランデーに蒸留するようになり、できた製品には、蒸留、輸出が行われた港の名前から名づけられた。

## 歴史

### 背景

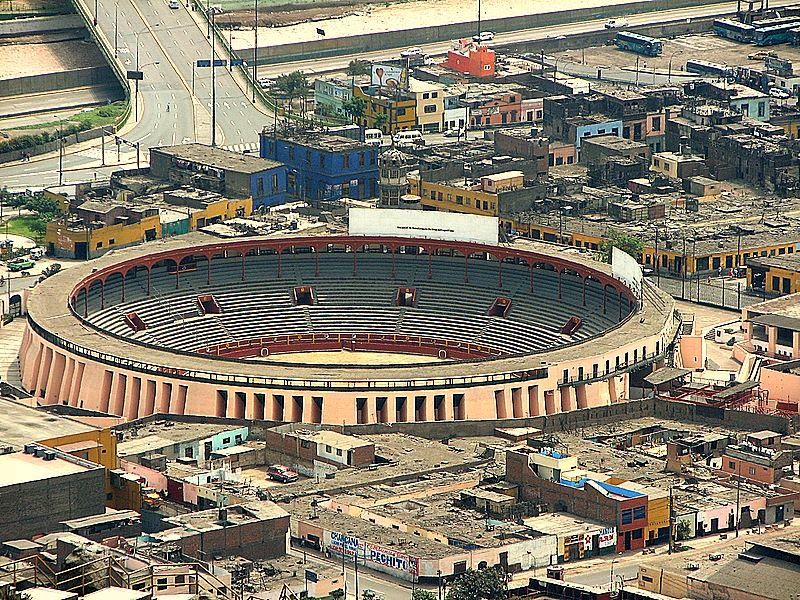
アメリカで最古の闘牛場であるリマのアチョ闘牛場では、ピスコサワーの原型となる飲み物が売られていた。

16世紀にスペインによるインカ帝国の征服が行われるとすぐに、ペルーに最初のブドウ園ができた。当時のスペイン人の年代史家は、南アメリカで最初のワイン製造は、クスコのマルカワシのアシエンダ制で始まったと記している。16世紀および17世紀のアメリカでもっとも大規模で有名なブドウ園は、ペルー南中央部のイカ谷にあった。1540年代に、Bartolome de TerrazasとFrancisco de Carabantesがペルーにブドウ園を作った。またCarabantesは、イカにもブドウ園を作り、アンダルシア州やエストレマドゥーラ州出身のスペイン人入植者は、ここからチリにブドウ園を持ち込んだ。
チリおよびペルーのスペイン人入植者は、16世紀には既に、発酵させたブドウを蒸留してアグアルディエンテの製造を始めていた。少なくとも1764年以降、ペルーのアグアルディエンテは、その輸出港の名前から「ピスコ」と呼ばれており、アグアルディエンテを「ピスコ」と呼ぶことはその後チリにも広がった。ペルーとチリで今でも作られているピスコの製造と販売の権利については、両国間で進行中の論争の対象となっている。
歴史家のLuciano Revoredoによると、レモンを使うピスコの製造は、18世紀まで遡る。彼の主張は、当時発行されていた新聞Mercurio Peruanoがリマにあるアメリカ最古の闘牛場であるアチョ闘牛場でのアグアルディエンテの禁止を詳細に報じているのを発見したことに基づいている。当時、この飲み物はPunche（パンチ酒）と呼ばれており、奴隷が売っていた。Revoredoはさらに、この飲み物は、サンフランシスコのBank Exchange BarのDuncan Nicolが開発したピスコパンチの前身であるとも主張している。1921年にペルーの英字紙West Coast Leaderが報じたところによると、サンフランシスコのバーバリーコーストの風俗街にあるバーは、ボルステッド法以前の時代にピスコサワーで知られていた。料理の専門家であるDuggan McDonnellは、この店が、バーバリーコースト一帯を破壊した1906年のサンフランシスコ地震の前まで遡る、サンフランシスコにおけるピスコカクテルの人気に貢献した（ただし起源ではない）と考えている。卵白を含むピスコパンチのレシピは、研究者のNico Veraによって、1903年のペルーの料理本Manual de Cocina a la Criollaの中から発見された。そのため、McDonnellは、「後にピスコサワーとなる「カクテル」は、料理本に収録される前のある程度の期間、リマ市内で準備されてきた可能性が高い」と述べている。

### 起源

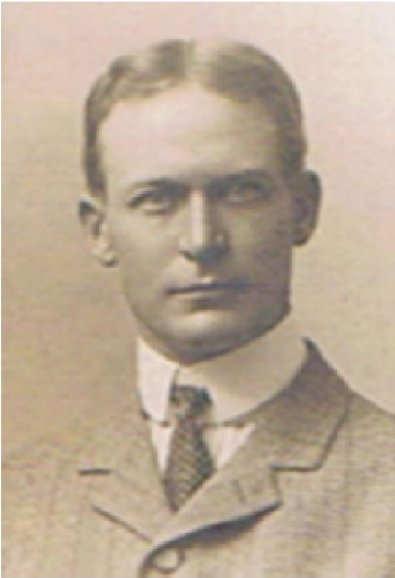
ピスコサワーの考案者であるヴィクター・モリス

ピスコサワーは、ペルーのリマが起源であり、バーテンダーのヴィクター・ヴォーン・モリスが開発した。彼はウェールズ人の子孫のモルモン教徒の家系で、1904年にセロ・デ・パスコの鉄道会社で働くためにペルーに移住した。この頃、大物実業家のアルフレッド・マッキューンによって設立されたベンチャー会社で働くために、当時ペルー第2の都市であり、アンデス鉱山で賑わっていたセロ・デ・パスコに多くのアメリカ人が移住していた。ソルトレイクシティの花屋で働いていたモリスも、貴金属の輸送を容易にするため当時世界で最も標高の高い鉄道を作るというマッキューンのプロジェクトに参画した。1904年7月に鉄道の完成を祝う式典の監督を任されたモリスは、5,000人近くのアメリカ人とペルー人の参加者（地元の有名人や高官を含む）のため、入手可能なウイスキーをすべて消費してしまった後、ピスコをベースにカクテルを作ることを思いついた。
モリスは、ペルー人の妻および3人の子供とともに、1915年に首都のリマに引っ越した。翌年に開店したMorris' Barは、すぐにペルーの上流階級や英語話者の外国人にとって人気となった。実験的に新しい飲み物をよく作っていたモリスは、ウイスキーのサワーの変種として、ピスコサワーを開発した。また、チリの歴史家ゴンサロ・ヴィヤル・コレアも、ピスコサワーの開発者をMorris' Barの「外国人」モリスとしているが、その名前はウィリアム・モリスとしており、若干の違いがある。
モリスがこのカクテルを作った正確な日付については、いくらかの相違がある。バーテンダーのデイル・デグロフは、開発は1915年であると断言しているが、1920年代とする文献もある。チリのウェブ版新聞El Mercurio Onlineは、開発は1922年だったとしたうえで、「ある夜、モリスは、ペルーのピスコとアメリカのサワーを組み合わせた、彼が”ピスコサワー”と呼ぶ新しい飲み物で友人を驚かせた」と付け加えた。

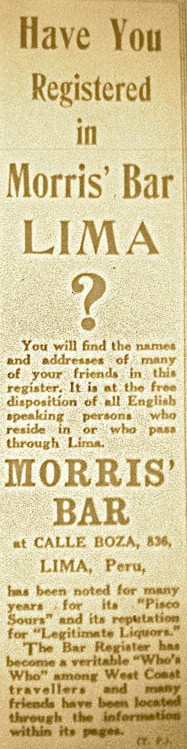
モリスのバーの広告 (Note: 画像内には、以下のように書かれている。「あなたはもうリマのMorris' Barに台帳に登録しましたか？台帳の中には、あなたの多くの友人の名前や住所が見つかるでしょう。それは、リマに居住する、または通過する全ての英語話者の自由な気質にあります。リマのCALLE BOZA, 836にあるMorris' Barは、長年に渡り、その「ピスコサワー」と「合法の酒」で有名です。バーの台帳は、西海岸の旅行者の正真正銘の「紳士録」となり、そのページ内の情報を元に多くの友人が見つかっています」)

ピスコサワーの当初のレシピは、シンプルなカクテルのそれであった。ペルーの研究者Guillermo Toro-Liraによると、「当時のウイスキーのサワーがそうであったように、ピスコとライムジュース、砂糖の雑な混合物」であったと推測される。バーの台帳は、客がこの飲み物の味の継続的な改善に意見を述べ、レシピが進化を続けたことを示している。今日のペルーのピスコサワーのレシピは、チンチャ・アルタ出身のペルー人で、1924年7月6日からモリスの徒弟として働いていたMario Bruigetが開発した。Bruigetのレシピでは、アンゴスチュラ・ビターズと卵白を加える。ジャーナリストのErica Duecyは、Bruigetの改良により、カクテルに「絹のような食感と表面の泡立ち」が加えられたと書いている。
モリスは、彼のバーを宣伝しピスコサワーの販売を促進するため、広告を用いた。ピスコサワーに関する既知の最古の言及は、1920年9月発行のペルーの雑誌Hogerのものである 。また、同様に古い広告の例として、1921年4月22日発行の雑誌Mundialのものがある。雑誌の中では、ピスコサワーはホワイトカラーの飲み物としているだけではなく、その開発者は"Mister Morris"であると書かれている。その後1924年に、モリスの友人のNelson Rounsevellの支援を得て、チリのバルパライソでも、Rounsevellが所有するバルパライソの新聞South Pacific Mailで、バーの場所とピスコサワーの宣伝が行われた。1927年までに、Morris' Barは、カクテル、特にピスコサワーで広く知られるようになった。Brad Thomas Parsonsは、「Morris' Barの台帳は、その代名詞であるカクテルを絶賛する訪問者からの高い評価でいっぱいであった」と書いている。
Morris' Barの客の中には、作家のアブラーム・バルデロマールやホセ・マリア・エグレン、冒険家のリチャード・ハリバートンやディーン・イヴァン・ラム、人類学者のアルフレッド・L・クローバー、実業家のエルマー・フォーセットやジョゼフ・リンドリーなどの著名な人物もいた。回想録の中で、ラムはMorris' Barでピスコサワーを飲んだ体験を思い起こし、「味は楽しいソフトドリンクのようで」、バーテンダーの強固な反対を押し切って頼んだ2杯目を飲んだ後、急性アルコール中毒になってしまい「通常は1杯飲めば十分であった」と書いている。

### 普及

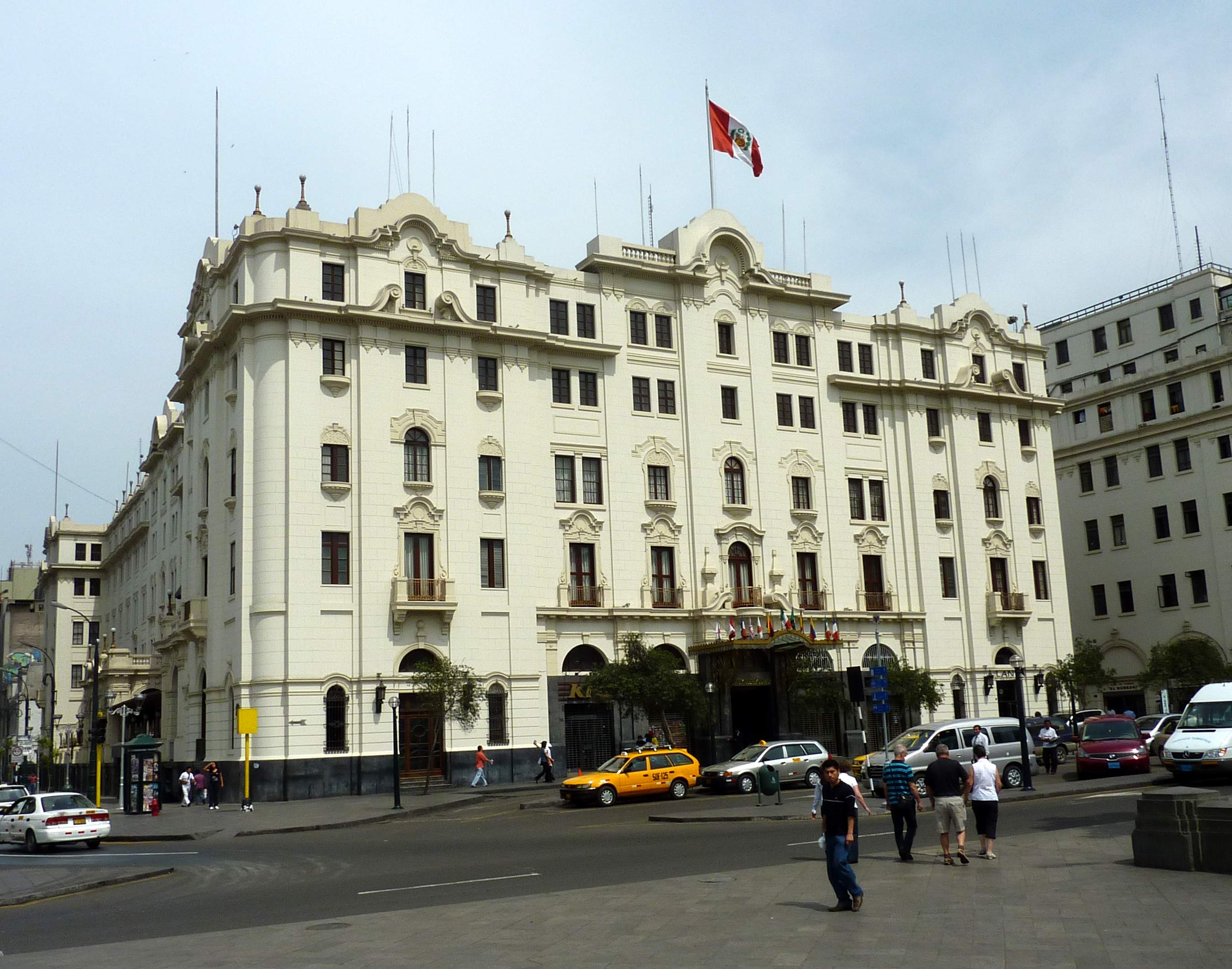
今もピスコサワーを提供するリマのホテルHotel Bolivar

時間が経つと、近隣のバーとの競合、モリス自身の健康の悪化に伴い、彼の事業は縮小していった。状況の悪化のため、モリスはバーテンダーとしての業務を従業員に任せるようになった。これらの問題に加え、グラン・ホテル・ボリバルやホテル・リマ・カントリークラブ内のバーなどの近隣の競合店がモリスの店から顧客を奪った。さらに、Toro-Liraは、近隣の競合店で働き始めた自身のバーの元従業員4人を知財窃盗で訴えていたことを発見した。1929年、モリスは自己破産を宣言し、バーを閉めた。数か月後の6月11日に、モリスは肝硬変で死去した。
歴史家のルイス・アルベルト・サンチェスは、モリスがバーを閉めた後、バーテンダーのうち数人は、仕事を求めて他の地域に引っ越したと書いている。Bruigetは近隣のグラン・ホテル・マウリーで働き始め、そこで彼のレシピのピスコサワーを提供し続けた。彼の成功のため、この地域では、ピスコサワーの発祥はグラン・ホテル・マウリーであると伝えられている。若いころ、Morris' Barに頻繁に通っていたサンチェスは回想録の中で、Morris' Barの他の2人の見習いが自身のバーを開いたと書いている。
さらに、以前の従業員で他の場所で働く者もおり、ピスコサワーのレシピを各地に広めた。少なくとも1927年には、チリ国内、特にサンティアゴの高級会員制クラブであるClub de la Unionでピスコサワーの提供が始まった。1930年代には、カリフォルニア州に拡がり、北はサンフランシスコまで提供された。オークランドでTrader Vicというレストランを経営するVictor Jules Bergeron, Jr.,は1934年に、ライフ誌でこのカクテルについて読んだ旅行者にピスコサワーを提供したと回想する。少なくとも1960年代には、ニューヨークにも伝わった。
スペインの新聞エル・ムンド誌のジャーナリストであるベアトリス・ヒメネスは、1940年代にはブームがペルーに戻り、リマの高級ホテルが自身のメニューに加えたことを示している。1940年代から1950年代には、石油成金が海外の注目をペルーに集めた。第二次世界大戦中の1943年の彼のガイドブックは、「アメリカ内の理解」を促進し、探検家アール・パーカー・ハンソンは、「ピスコと”有名なピスコサワー”は、ペルーに住む外国人に支持されている」と書いている。リマへの外国からの訪問者の中には、ピスコサワーに魅了された有名なハリウッド俳優もいた。ヒメネスは、大量のピスコサワーを飲んで酔ったエヴァ・ガードナーがジョン・ウェインに連れ去られたという口伝えの噂を集めた。アーネスト・ヘミングウェイとオーソン・ウェルズは、彼らが「あのペルーの飲み物」と呼ぶものの大変なファンだったと言われている。俳優のレイ・ミランドは自身の伝記の中で、ホセ・ルイス・ブスタマンテ・イ・リベロが大統領だった1940年代にリマの政府宮殿でこのカクテルを飲み、初めて「最も面白い飲み物」であることに気づき、その後、「素晴らしく献身的なスピーチ」を終えた後にその要因の一部がこのカクテルであったとして「素敵なピスコサワー」と言及したことを思い起こしている。
1969年、サンチェスは、ホテル・マウリーは、未だにMorris' barの「本来の」ピスコサワーを提供していると書いている。パンアメリカン航空は、Encyclopedia of Travelガイドブックの1978年版から、「飲酒のヒント」の項目にピスコサワーを含め、ペルーへの旅行者に対し「ピスコサワーは無害に見えるが強力である」と警告している。ボリビアのジャーナリストであるTed Cordova Claureは、1984年に、「ホテル・ボリバルは、ペルーの寡頭制の衰退の記念碑として立っている」と書いている。彼はそここそがピスコサワーの本拠であると指摘し、リマで最高のホテルの1つとして推薦した。現在でも、ホテル・ボリバルでは、ホテル内のバー"El Bolivarcito"でこのカクテルを提供し続けている。

## 作り方とバリエーション

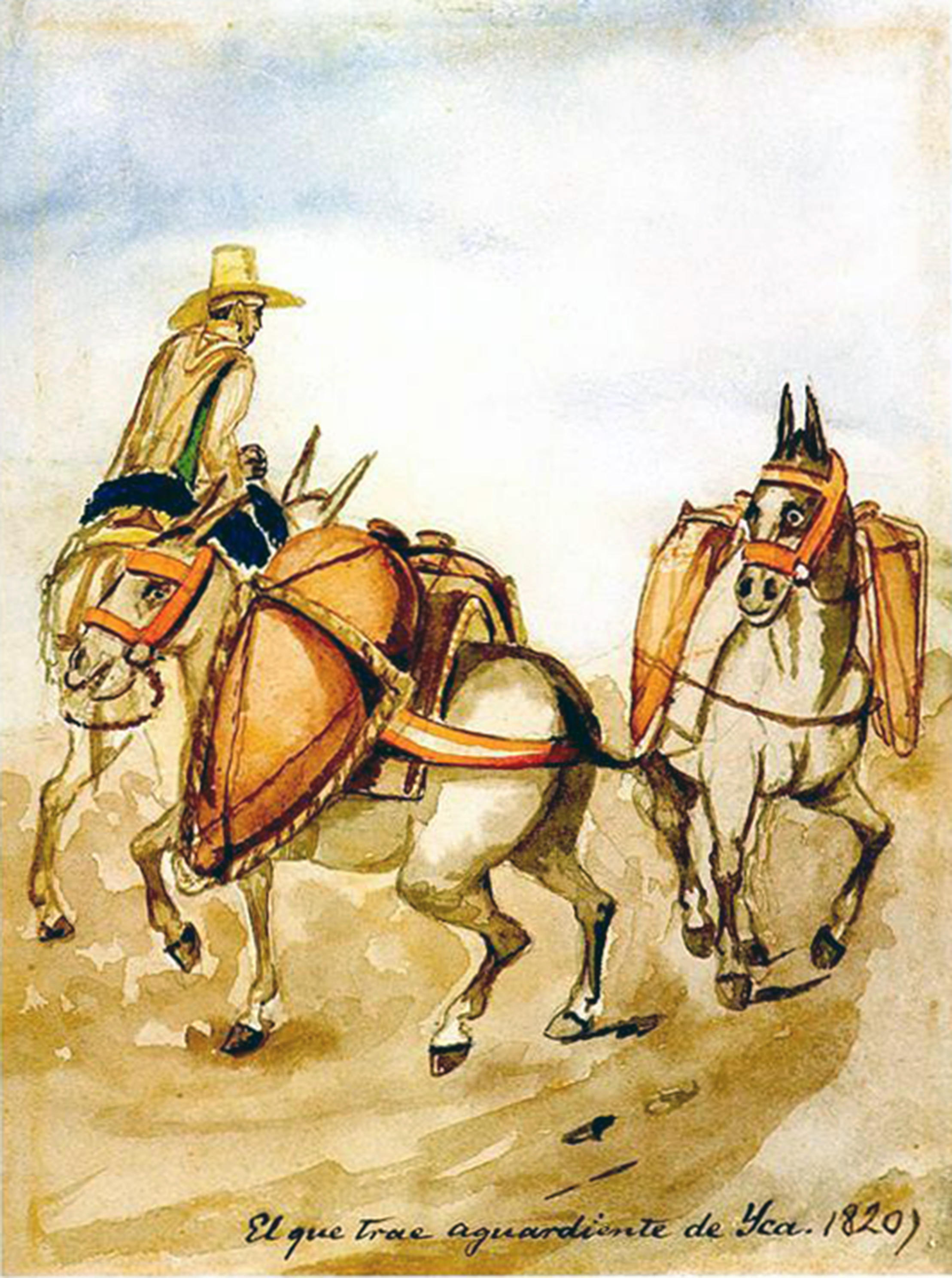
土器に入れてイカから運ばれるピスコ。ペルー人画家パンチョ・フィエロによる水彩画

ピスコサワーの作り方には、主に3通りある。ペルーのピスコサワーは、ペルー産のピスコとメキシカンライムのジュース、砂糖のシロップ、卵白、アンゴスチュラ・ビターズ、角氷を混合する 。チリのピスコサワーは、チリ産のピスコとピカレモンのジュース、粉糖、角氷を混合する。フードライターで批評家のDaniel Joelsonは、両者の主な違いは「ペルーのものには通常卵白が入るが、チリのものはそうではない」こととしている。
国際バーテンダー協会では、ピスコサワーを現代の古典に分類している。その作り方はペルーのものに対し、ライムジュースの代わりにレモンジュースを使う点と、2つの産地のピスコの種類を区別しない点が異なる。
カクテルに用いる2種類のピスコには、かなりの違いがある。食物およびワインの専門家のMark Spivakによると、その違いは、チリ産のピスコは大量生産であるのに対し、ペルー産のピスコは少量ずつ作るという製法の差に由来する。カクテル史家のAndrew Bohrerは味に着目し、「ペルーのピスコは単式蒸留器で作られ、標準強度まで蒸留され、熟成はされず、グラッパに非常に近い。チリのピスコは蒸留塔で作られ、木樽の中で熟成され、非常に軽いコニャックに近い」と主張する。チリのワイン学者Patricio Tapiaは、チリのピスコ生産者は様々なブドウの品種を混ぜるが、ペルーのピスコ生産者は、ミュスカ・ブラン・ア・プティ・グランやイタリアなど、特定のアロマティック品種のみを用いると付け加える。Tapiaは、このことが、ペルーのピスコの瓶にはヴィンテージ年が明記され、チリのピスコの瓶はそうではない理由であると結論付ける。
ペルー、チリ、ボリビアには、ピスコサワーのバリエーションが存在する。ペルーでは、カクテルにパッションフルーツやブドウホオズキ、リンゴなどの果物、コカの葉などの伝統的な材料を加えることがある。リマのホテル・ボリビアでは、近くのカトリック大聖堂（リマ大聖堂）から急いで来る客のために、巨大なサイズのカクテルを提供し、pisco sour catedoralと名付けている。チリでは、青唐辛子を加えたAji Sour、マンゴージュースを加えたMango Sour、ショウガと蜂蜜を加えたSour de Campoなどのバリエーションがある。ボリビアでは、ライムをオレンジジュースで置き換えたユンガス地方のYunguenoがある。
チリやペルーには、ピスコサワーと似たカクテルがある。チリのピスコーラは、ピスコとコーラを混ぜて作る。ペルー北部で人気のあるアルガロビーナカクテルは、ピスコ、コンデンスミルク、アルガロビラの樹液から作る。その他のペルーのピスコベースのカクテルには、ピスコとジンジャーエールから作るCilcano、ピスコとベルモットから作るcapitanなどがある。アメリカ合衆国には、ペルー産のピスコ、は、パイナップル、レモンから作るCalifornian pisco punchがある。

## 人気

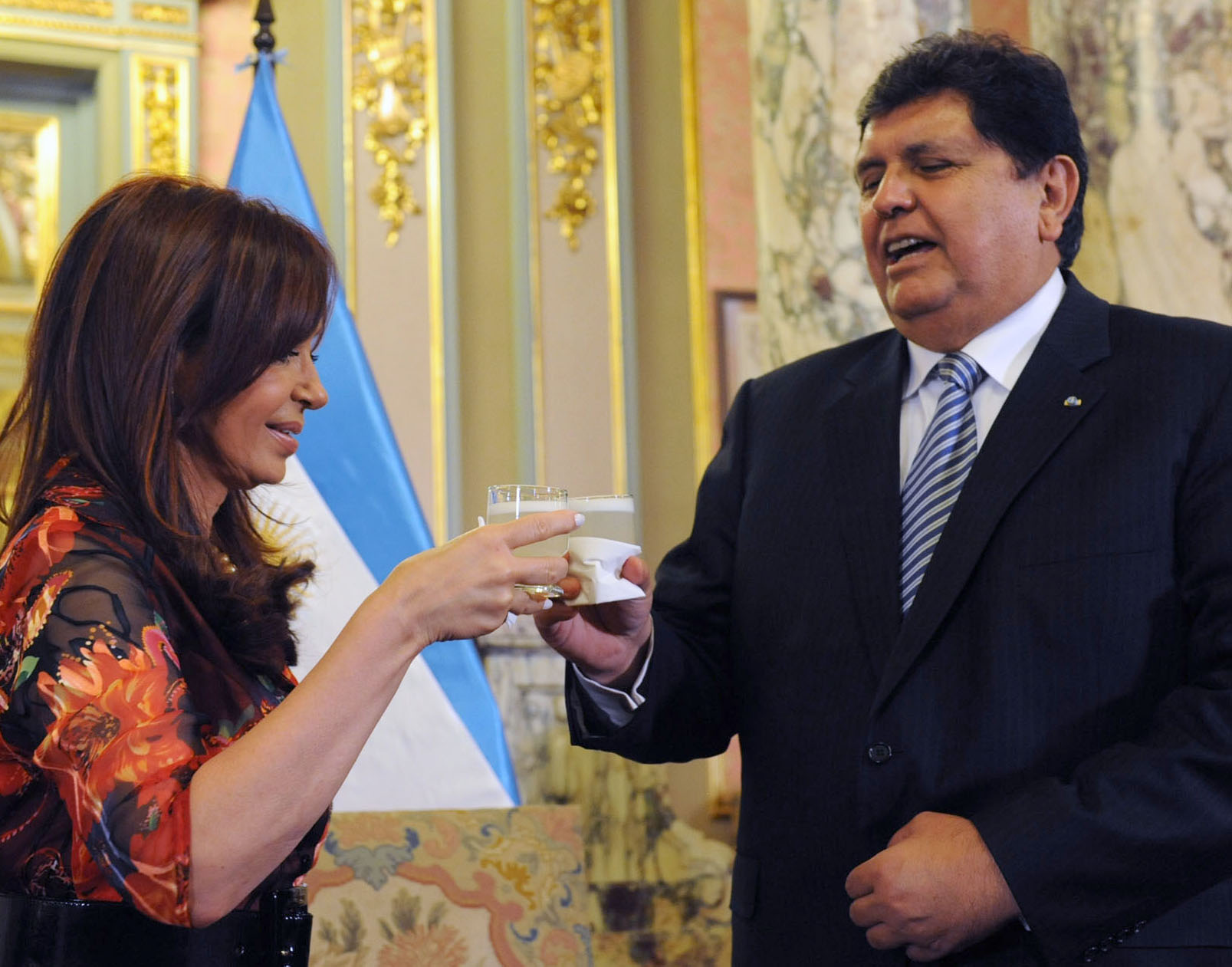
2010年に政府宮殿で乾杯するアルゼンチンの大統領クリスティーナ・フェルナンデス・デ・キルチネルとペルーの大統領アラン・ガルシア

Duggan McDonnellは、ピスコサワーを「ラテンアメリカで最もエレガントなカクテルであり、泡立ち、バランスが取れ、明るく豊かだ」と記述し、「北カリフォルニア中のバーテンダーは、たくさんのピスコサワーを振ったことを証言するだろう。選りすぐりの卵白カクテルであり、絶対に誰もが愛するカクテルである」と付け加えた。オーストラリアのジャーナリストKate Schneiderは、ピスコサワーは「とても有名なため、毎年2月の第1土曜日が「国際ピスコサワーの日」として祝われ、Facebookのページには60万以上のリンクがある」と書いている。2003年、ペルーでは、2月の第1土曜日が公的な祝日に定められた。2008年のAPEC首脳会議の際、ペルーは、ピスコサワーの普及を促進した。このカクテルは多くの首脳、ビジネスマン、代表団に気に入られたと報じられている。

### 起源に関する議論
大部分の歴史家は、モリスがピスコサワーの開発者であると考えている。それにも関わらず、その他の可能性を示す証拠により、起源については様々な説がある。1903年のペルーの料理本Manual de Cocina a la Criollaのレシピに基づき、Nico Veraは、「ピスコサワーの起源は、リマで100年以上も前から作られていた伝統的なクリオーリョのカクテルである」と考えている。McDonnellは、1921年のWest Coast Leaderのニュース記事に基づき、ピスコサワーの起源は実際はサンフランシスコであり、さらに、「この頃はカクテルの創造が爆発的に進んでおり、ウイスキー・サワーのカクテルはどこにもたくさんあり、この都市ではピスコは特別な酒として歓迎されていた」と考えている。
モリスを支持する立場では、ジャーナリストのRick Vecchioは、「たとえ似たようなものが以前からあったとしても、今日ピスコサワーとして知られているものを最初に提供し、普及し、完成させたのはモリスであることは疑うべきではない」と考えている。McDonnellも、その真の起源はともかく、「ピスコサワーはペルーに属する」と考えている。作家のSaxon Bairdによると、「近代ペルー文化への貢献と半生以上を過ごし彼が母国と呼ぶ国の証」として、リマのサンティアゴ・デ・スルコ地区にモリスを称えた胸像がある。

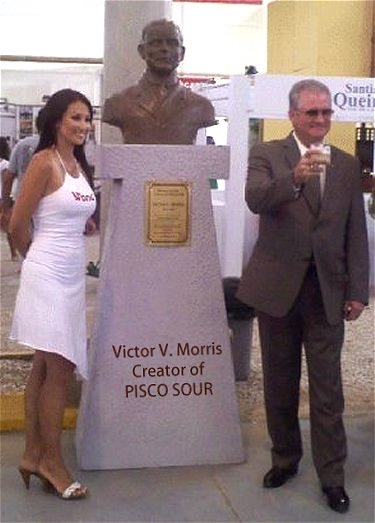
2009年に建てられたモリスの胸像

このような状況であるが、チリとペルーの間で、ピスコサワーの起源についての論争が続いている。チリでは、1980年代の都市伝説では、ピスコサワーの開発者は、帆船サンシャイン号のイギリス人司厨長Elliot Stubbであるとされた。チリの民俗学者で歴史家のオレステ・プラスは、「1872年のペルーの新聞El Comercio de Iquiqueによると、Stubbは下船休暇を取得した後、ペルーのイキケの港でバーを開き、色々実験しながらピスコサワーを開発した」と書いて、この都市伝説を広めた。しかし、Toro-Liraは、El Comercio de Iquiqueに書かれたのは実際はウイスキーサワーについて言及したものだったことが判明し、この説は否定されたと主張している。Stubbがイキケでウイスキーサワーを開発したという話は、1962年にアルゼンチンのクーヨ国立大学も発表している。
ピスコの製造者の中には、チリとペルーの間の議論は、酒への関心と地理的表示の議論にとって助けになると表明している。
アメリカ人のセレブシェフであるアンソニー・ボーディンは、ディスカバリーチャンネルの『アンソニー世界を喰らう』という番組の中で、チリのバルパライソでピスコサワーを飲み、「美味しいが……次回はビールを頼む」と語って関心を集めた。放送局ラジオ・プログラマ・デル・ペルーは、チリ側の担当としてこの番組の放送回の制作に関わったJorge Lopez Sotomayorは、「ボーディンは、自身がバルパライソで飲んだピスコサワーがたいくつで努力に値しないものだと分かったのだろう」と述べ、「Lopezは最近ペルーを訪れ、そこで数杯のピスコサワーを飲み、チリのものよりも美味しいと思った」と付け加えた。
2010年、メキシコの歌手アレックス・シンテックは、twitterにピスコサワーはチリのものだとおどけて投稿し、批判的なコメントが集まると、謝罪し、単なるジョークであったと述べた。メキシコのテレビ司会者でコメディアンのアダル・ラモーンズは、2009年のチリ-ペルー間のスパイ騒動に絡め、同年11月17日に、「チリ人がペルーでスパイしていたものはピスコサワーの作り方だ」とジョークを言った。2017年、チリのラジオ局のインタビュアーがピスコサワーは「完全にチリのもの」だと話すと、イギリス人ミュージシャンのエド・シーランは、ペルーのピスコサワーの方を好むと述べた。